# Badia Pavese
Badia Pavese ist eine Gemeinde (comune) mit 409 Einwohnern (Stand 31. Dezember 2023) in der südwestlichen Lombardei im Norden Italiens. Die Gemeinde liegt etwa 26 Kilometer ostsüdöstlich von Pavia in der Pavese.

## Geschichte
Vom Ende des 9. Jahrhunderts ist der Name Casule Abbatiae überliefert, später wurde die Gemeinde Caselle Badia genannt. Der heutige Name ist daher viel später entstanden.